# Hooligans (film, 1995)
Pour le film de 2005, voir Hooligans (film, 2005).
Pour les articles homonymes, voir ID.
Pour plus de détails, voir Fiche technique et Distribution.
Hooligans (I.D.) est un film germano-britannique de Philip Davis sorti en 1995.

## Synopsis
Quatre policiers infiltrent un groupe de hooligans du club fictif de Shadwell Town FC afin de découvrir qui en est le leader.

## Fiche technique
- Réalisation : Philip Davis
- Scénario : Jim Bannon et Vincent O'Connell
- Photographie : Thomas Mauch
- Musique : Will Gregory
- Durée : 107 minutes

## Distribution
- Reece Dinsdale (en) : John
- Richard Graham : Trevor
- Warren Clarke : Bob
- Sean Pertwee : Martin
- Saskia Reeves : Lynda
- Claire Skinner (en) : Marie
- Perry Fenwick : Eddie
- Philip Glenister : Charlie
- Charles De'Ath : Nik
- Lee Ross : Gumbo